# Пеньковка (Литинский район)
Пенько́вка (укр. Пеньківка) — село на Украине, находится в Литинском районе Винницкой области.
Код КОАТУУ — 0522486001. Население по переписи 2001 года составляет 1127 человек. Почтовый индекс — 22336. Телефонный код — 4347.
Занимает площадь 0,309 км².
В селе действует храм Святителя Николая Чудотворца Литинского благочиния Винницкой епархии Украинской православной церкви.

## Адрес местного совета
22336, Винницкая область, Литинский р-н, с. Пеньковка, ул. Октябрьская, 83